# Bardolino Verona Calcio Femminile 2009-2010
Questa voce raccoglie le informazioni riguardanti l'Associazione Sportiva Dilettantistica Bardolino Verona Calcio Femminile nelle competizioni ufficiali della stagione 2009-2010.

## Stagione
Prima dell'inizio della stagione la società annuncia un cambio nella direzione tecnica della squadra, affidata a Roberto Marchesini, già allenatore della formazione Primavera, al posto del dimissionario Renato Longega, che lascia la società dopo la conquista di tre Scudetti, tre Coppe Italia, tre Supercoppe e una qualificazione alla semifinale di Champions League. Tuttavia la dirigenza dopo i risultati insiddisfacenti della prima parte della stagione affianca nuovamente Longega a Marchesini dal 26 gennaio 2010 riprendendo di fatto la guida della squadra.
La stagione 2009-2010 si è aperta con la sconfitta nella partita che, il 28 settembre 2009 allo Stadio V. Bacigalupo di Taormina, con il risultato di 2-1 vede conquistare da parte della Torres la Supercoppa 2009, con le sassaresi in grado di rimontare la rete di svantaggio siglata da Melania Gabbiadini al 40', con il rigore realizzato al 73' da Sandy Iannella che riporta in parità il risultato prima che all'83 Silvia Fuselli realizzi la seconda rete che chiude la partita.
La stagione prosegue con Bardolino Verona iscritto al campionato di Serie A, massima serie del campionato italiano femminile di calcio, che conclude al secondo posto con 53 punti conquistati in 22 giornate, frutto di 17 vittorie, 2 pareggi e 3 sconfitte, con 90 reti realizzate delle quali 20, su 21 incontri disputati, da Gabbiadini, miglior attacco del campionato, e 16 reti subite, seconda migliore difesa dietro alla Torres con 9 reti e a pari merito con il Tavagnacco.
Nella Coppa Italia è sceso in campo dalla terza fase di qualificazione: dopo aver sconfitto 4-1 il Südtirol Vintl e la Roma CF 4-2 ai tiri di rigore, dopo che i tempi supplementari si erano conclusi con una rete per parte, accede alla fase finale dove nel triangolare con Chiasiellis e Torres vince con un rotondo 7-0 la prima ma perde 2-0 con la seconda venendo eliminato dal torneo.

## Divise e sponsor
La tenuta della squadra ripropone lo schema già utilizzato precedentemente e che rappresentano i colori di Verona, la prima con maglia a strisce gialloblu abbinata a calzoncini blu e calzettoni gialli, la seconda completamente bianca e la terza completamente rossa. In evidenza sulla maglia la presenza dello Scudetto e della coccarda tricolori come detentore di campionato e Coppa Italia.
|  | 1ª divisa |  | 2ª divisa |  | 3ª divisa |

## Organigramma societario
Tratto da Almanacco del calcio dilettanti 2009-2010
- Direttore generale: Daniele Tommasi
- Dirigente accompagnatore: Flavio De Togni
- Addetta antidoping: Teresa Albarello

Area tecnica
- Allenatore: Roberto Marchesini
- Preparatore portieri: Claudio Bressan
- Preparatore atletico: Diego Zuccher

Area sanitaria
- Medico sociale: Alberto Fontana
- Masso-fisioterapista: Gian Battista Bettinazzi

## Rosa
Tratto da Almanacco del calcio dilettanti 2009-2010 e integrato con il sito Football.it.
| N. |                   | Ruolo | Calciatrice         |
| -- | ----------------- | ----- | ------------------- |
|    | Italia (bandiera) | P     | Carla Brunozzi      |
|    | Italia (bandiera) | P     | Claudia Sometti     |
|    | Italia (bandiera) | P     | Marina Aliquò       |
|    | Italia (bandiera) | D     | Veronica Belfanti   |
|    | Italia (bandiera) | D     | Roberta D'Adda      |
|    | Italia (bandiera) | D     | Viviana Schiavi     |
|    | Italia (bandiera) | D     | Michela Ledri       |
|    | Italia (bandiera) | D     | Beatrice De Stefano |
|    | Italia (bandiera) | D     | Roberta Stefanelli  |
|    | Italia (bandiera) | D     | Giorgia Motta       |
|    | Italia (bandiera) | D     | Roberta Filippozzi  |
|    | Italia (bandiera) | C     | Silvia Toselli      |
|    | Italia (bandiera) | C     | Venusia Paliotti    |

| N. |                        | Ruolo | Calciatrice               |
| -- | ---------------------- | ----- | ------------------------- |
|    | Italia (bandiera)      | C     | Valentina Boni (Capitano) |
|    | Italia (bandiera)      | C     | Laura Barbierato          |
|    | Brasile (bandiera)     | C     | Viviane Villar            |
|    | Italia (bandiera)      | C     | Alice Parisi              |
|    | Stati Uniti (bandiera) | C     | Melissa Cary              |
|    | Italia (bandiera)      | A     | Melania Gabbiadini        |
|    | Brasile (bandiera)     | A     | Dayane de Fátima da Rocha |
|    | Italia (bandiera)      | A     | Emma Mantovani            |
|    | Italia (bandiera)      | A     | Deborah Salvatori Rinaldi |
|    | Italia (bandiera)      | A     | Cristiana Girelli         |
|    | Italia (bandiera)      | D     | Elisabetta Marconi        |
|    | Italia (bandiera)      | C     | Alessia Tuttino           |

## Calciomercato

### Sessione estiva
| Acquisti | Acquisti                  | Acquisti | Acquisti   |
| R.       | Nome                      | da       | Modalità   |
| -------- | ------------------------- | -------- | ---------- |
| C        | Melissa Cary              | Napoli   | definitivo |
| C        | Viviane Villar            | Huelva   | definitivo |
| A        | Dayane de Fátima da Rocha | Huelva   | definitivo |

| Cessioni | Cessioni             | Cessioni    | Cessioni   |
| R.       | Nome                 | a           | Modalità   |
| -------- | -------------------- | ----------- | ---------- |
| P        | Anna Maria Picarelli |             | svincolata |
| D        | Maria Sorvillo       | Torres      | definitivo |
| C        | Alessia Tuttino      | Chiasiellis | definitivo |
| C        | Francesca Valetto    | Brescia     | definitivo |
| A        | Patrizia Panico      | Torres      | definitivo |

### Sessione invernale
| Acquisti | Acquisti        | Acquisti    | Acquisti   |
| R.       | Nome            | da          | Modalità   |
| -------- | --------------- | ----------- | ---------- |
| C        | Alessia Tuttino | Chiasiellis | svincolata |

|  |

## Risultati

### Serie A

#### Girone di andata
| Arbitro: | Michele Lombardi (Brescia) |

|                                                     |           |  |
| Parisi 35’ Schiavi 51’ Paliotti 64’ Villar 85’, 90’ | Marcatori |  |

| Arbitro: | Alberto Marchetti (Vicenza) |

|  |           |                                      |
|  | Marcatori | 56’ Parisi 66’, 69’ Boni 89’ Toselli |

| Arbitro: | Giampaolo Mantelli (Brescia) |

|                                   |           |  |
| Boni 34’ (rig.) Paliotti 81’, 93’ | Marcatori |  |

| Arbitro: | Emanuele Battaia (Arco Riva) |

|                                                                 |           |  |
| Gabbiadini 12’, 17’ Toselli 36’ Parisi 54’ Boni 67’ Schiavi 92’ | Marcatori |  |

| Arbitro: | Marco Francesco Schifano (Novi Ligure) |

|            |           |                                                                            |
| Sodini 58’ | Marcatori | 8’ Girelli 10’ Boni 13’ Schiavi 36’ Gabbiadini 45’ (aut.) Bosi 72’ Toselli |

| Arbitro: | Marco Pelanda (Treviglio) |

| |           |             |
| Parisi 2’ Boni 17’ (rig.), 27’, 65’ (rig.) D'Adda 19’ Gabbiadini 41’, 44’ Girelli 52’ Villar 71’ Toselli 84’ | Marcatori | 53’ Caramia |

| Arbitro: | Mario Archidiacono (Trieste) |

|                  |           |                 |
| Brumana 40’, 75’ | Marcatori | 60’ (rig.) Boni |

| Arbitro: | Nicola Badoer (Castelfranco Veneto) |

|                |           |                                          |
| Gabbiadini 92’ | Marcatori | 1’ Domenichetti 18’, 38’ Panico 28’ Tona |

| Almenno San Salvatore 16 gennaio 2010, ore 14:30 CET 9ª giornata | Atalanta                   | 0 – 0 referto | Bardolino Verona | Centro sp. com. pol. F.lli Pedretti\| Arbitro: \| Michele Lombardi (Brescia) \| |
| Arbitro:                                                         | Michele Lombardi (Brescia) |               |                  |                                                                                 |

| Arbitro: | Massimo Verga (Bergamo) |

|                |           |           |
| Gabbiadini 14’ | Marcatori | 72’ Masia |

| Arbitro: | Fabrizio Marchetti (Tolmezzo) |

|  |           |                                           |
|  | Marcatori | 35’, 55’ Parisi 45’ Gabbiadini 68’ D'Adda |

#### Girone di ritorno
| Arbitro: | Giorgio Natale Pretalli (Crema) |

|  |           |                                       |
|  | Marcatori | 31’ Parisi 46’ Girelli 62’, 78’ Rocha |

| Arbitro: | Lorenzo Fabbri (San Giovanni Valdarno) |

|                                    |           |  |
| Boni 33’, 35’ Rocha 50’ Parisi 66’ | Marcatori |  |

| Arbitro: | Alessandro Prontera (Bologna) |

|            |           |                       |
| Parejo 84’ | Marcatori | 13’ Boni 18’ Paliotti |

| Arbitro: | Riccardo Campana (Seregno) |

|  |           |                                                   |
|  | Marcatori | 11’ Girelli 21’ Paliotti 32’ Gabbiadini 63’ Rocha |

| Arbitro: | Alen Serena (Bassano del Grappa) |

|                                           |           |                    |
| Gabbiadini 14’, 19’ Parisi 85’ D'Adda 91’ | Marcatori | 27’ (aut.) Schiavi |

| Arbitro: | Nico La Posta (Frosinone) |

|  |           |                                                               |
|  | Marcatori | 13’, 64’, 74’ Gabbiadini 27’, 54’ Girelli 53’ Motta 85’ Rocha |

| Arbitro: | Michele Volpato (Merano) |

|                                     |           |            |
| Girelli 3’ Gabbiadini 40’ Rocha 93’ | Marcatori | 9’ Bonetti |

| Arbitro: | Stevie Albert (Roma 1) |

|                                    |           |              |
| Iannella 1’ Panico 13’ Manieri 38’ | Marcatori | 92’ Paliotti |

| Arbitro: | Alberto Marchetti (Vicenza) |

|                                                                          |           |  |
| Girelli 35’ Boni 45’ Rocha 51’, 75’ Gabbiadini 62’ Salvatori Rinaldi 86’ | Marcatori |  |

| Arbitro: | Angelo Pasqua (L'Aquila) |

|              |           |                                               |
| Marchese 29’ | Marcatori | 3’, 52’ Girelli 27’ Gabbiadini 66’, 74’ Rocha |

| Arbitro: | Alessio Saccenti (Modena) |

|                                                                                        |           |  |
| Gabbiadini 1’, 51’, 69’ Gama 2’ (rig.) Rocha 9’, 47’ Tuttino 40’ Parisi 73’ Villar 85’ | Marcatori |  |

### Coppa Italia

#### Terza fase
| 18 ottobre 2009 | Südtirol Vintl | 1 – 4 | Bardolino Verona |  |

#### Quarta fase
| Verona marzo 2010                            | Bardolino Verona     | 1 – 1 (d.c.r.) referto | Roma CF | Stadio Aldo Olivieri |
| \| \| \| \| \| \| Tiri di rigore 4 – 2 \| \| |                      |                        |         |                      |
|                                              |                      |                        |         |                      |
|                                              | Tiri di rigore 4 – 2 |                        |         |                      |

#### Semifinale
Triangolare 1
| Arbitro: | Sebastiano Musso (Siracusa) |

|                                                          |           |  |
| Girelli 1’, 64’, 68’ Gabbiadini 12’, 27’, 59’ Parisi 92’ | Marcatori |  |

| Arbitro: | Carlo Amoroso (Paola) |

|  |           |                         |
|  | Marcatori | 87’ Panico 92’ Stracchi |

### Supercoppa italiana
| Arbitro: | Emanuele Giardina (Acireale) |

|                |           |                                 |
| Gabbiadini 40’ | Marcatori | 73’ (rig.) Iannella 83’ Fuselli |

### UEFA Champions League

#### Sedicesimi di finale
| Arbitro: | Esther Staubli |

|                                                                    |           |  |
| Igbo 28’ Boni 50’ (aut.) Overgaard-Munk 72’ Krogh Christensenk 82’ | Marcatori |  |

| Arbitro: | Gyöngyi Gaál |

|                         |           |                       |
| Paliotti 33’ Villar 77’ | Marcatori | 27’ Mejer Christensen |

## Statistiche

### Statistiche di squadra
| Competizione        | Punti | In casa | In casa | In casa | In casa | In casa | In casa | In trasferta | In trasferta | In trasferta | In trasferta | In trasferta | In trasferta | Totale | Totale | Totale | Totale | Totale | Totale | DR  |
| Competizione        | Punti | G       | V       | N       | P       | Gf      | Gs      | G            | V            | N            | P            | Gf           | Gs           | G      | V      | N      | P      | Gf     | Gs     | DR  |
| ------------------- | ----- | ------- | ------- | ------- | ------- | ------- | ------- | ------------ | ------------ | ------------ | ------------ | ------------ | ------------ | ------ | ------ | ------ | ------ | ------ | ------ | --- |
| Serie A             | 53    | 11      | 9       | 1       | 1       | 52      | 8       | 11           | 8            | 1            | 2            | 38           | 8            | 22     | 17     | 2      | 3      | 90     | 16     | +74 |
| Coppa Italia        | -     | 3       | 1       | 1       | 1       | 8       | 3       | 1            | 1            | 0            | 0            | 4            | 1            | 4      | 2      | 1      | 1      | 12     | 4      | +8  |
| Supercoppa italiana | -     | -       | -       | -       | -       | -       | -       | -            | -            | -            | -            | -            | -            | 1      | 0      | 0      | 1      | 1      | 2      | -1  |
| Champions League    | -     | 1       | 1       | 0       | 0       | 2       | 1       | 1            | 0            | 0            | 1            | 0            | 4            | 2      | 1      | 0      | 1      | 2      | 5      | -3  |
| Totale              | -     | -       | -       | -       | -       | -       | -       | -            | -            | -            | -            | -            | -            | 29     | 20     | 3      | 6      | 105    | 27     | +78 |

### Statistiche delle giocatrici
| Giocatore            | Serie A  | Serie A | Serie A     | Serie A    | Coppa Italia | Coppa Italia | Coppa Italia | Coppa Italia | Supercoppa | Supercoppa | Supercoppa  | Supercoppa | Champions League | Champions League | Champions League | Champions League | Totale   | Totale | Totale      | Totale     |
| Giocatore            | Presenze | Reti    | Ammonizioni | Espulsioni | Presenze     | Reti         | Ammonizioni  | Espulsioni   | Presenze   | Reti       | Ammonizioni | Espulsioni | Presenze         | Reti             | Ammonizioni      | Espulsioni       | Presenze | Reti   | Ammonizioni | Espulsioni |
| -------------------- | -------- | ------- | ----------- | ---------- | ------------ | ------------ | ------------ | ------------ | ---------- | ---------- | ----------- | ---------- | ---------------- | ---------------- | ---------------- | ---------------- | -------- | ------ | ----------- | ---------- |
| M. Aliquò            | 0        | 0       | 0           | 0          | ?            | ?            | ?            | ?            | ?          | ?          | ?           | ?          | ?                | ?                | ?                | ?                | 0+       | 0+     | 0+          | 0+         |
| L. Barbierato        | 12       | 0       | 0           | 0          | ?            | ?            | ?            | ?            | ?          | ?          | ?           | ?          | ?                | ?                | ?                | ?                | 12+      | 0+     | 0+          | 0+         |
| V. Belfanti          | 2        | 0       | 0           | 0          | ?            | ?            | ?            | ?            | ?          | ?          | ?           | ?          | ?                | ?                | ?                | ?                | 2+       | 0+     | 0+          | 0+         |
| V. Boni              | 22       | 13      | 0           | 0          | ?            | ?            | ?            | ?            | ?          | ?          | ?           | ?          | ?                | ?                | ?                | ?                | 22+      | 13+    | 0+          | 0+         |
| C. Brunozzi          | 21       | 0       | 0           | 0          | ?            | ?            | ?            | ?            | ?          | ?          | ?           | ?          | ?                | ?                | ?                | ?                | 21+      | 0+     | 0+          | 0+         |
| M. Cary              | 2        | 0       | 0           | 0          | ?            | ?            | ?            | ?            | ?          | ?          | ?           | ?          | ?                | ?                | ?                | ?                | 2+       | 0+     | 0+          | 0+         |
| R. D'Adda            | 22       | 3       | 2           | 0          | ?            | ?            | ?            | ?            | ?          | ?          | ?           | ?          | ?                | ?                | ?                | ?                | 22+      | 3+     | 2+          | 0+         |
| B. De Stefano        | 9        | 0       | 0           | 0          | ?            | ?            | ?            | ?            | ?          | ?          | ?           | ?          | ?                | ?                | ?                | ?                | 9+       | 0+     | 0+          | 0+         |
| R. Filippozzi        | 8        | 0       | 1           | 0          | ?            | ?            | ?            | ?            | ?          | ?          | ?           | ?          | ?                | ?                | ?                | ?                | 8+       | 0+     | 1+          | 0+         |
| M. Gabbiadini        | 21       | 20      | 0           | 0          | ?            | ?            | ?            | ?            | 1          | 1          | ?           | ?          | ?                | ?                | ?                | ?                | 22+      | 21+    | 0+          | 0+         |
| C. Girelli           | 20       | 10      | 1           | 1          | ?            | ?            | ?            | ?            | ?          | ?          | ?           | ?          | ?                | ?                | ?                | ?                | 20+      | 10+    | 1+          | 1+         |
| M. Ledri             | 21       | 0       | 2           | 0          | ?            | ?            | ?            | ?            | ?          | ?          | ?           | ?          | ?                | ?                | ?                | ?                | 21+      | 0+     | 2+          | 0+         |
| E. Mantovani         | 1        | 0       | 0           | 0          | ?            | ?            | ?            | ?            | ?          | ?          | ?           | ?          | ?                | ?                | ?                | ?                | 1+       | 0+     | 0+          | 0+         |
| E. Marconi           | 0        | 0       | 0           | 0          | ?            | ?            | ?            | ?            | ?          | ?          | ?           | ?          | ?                | ?                | ?                | ?                | 0+       | 0+     | 0+          | 0+         |
| G. Motta             | 22       | 1       | 0           | 0          | ?            | ?            | ?            | ?            | ?          | ?          | ?           | ?          | ?                | ?                | ?                | ?                | 22+      | 1+     | 0+          | 0+         |
| V. Paliotti          | 22       | 6       | 2           | 0          | ?            | ?            | ?            | ?            | ?          | ?          | ?           | ?          | ?                | 1                | ?                | ?                | 22+      | 7+     | 2+          | 0+         |
| A. Parisi            | 22       | 10      | 1           | 0          | ?            | ?            | ?            | ?            | ?          | ?          | ?           | ?          | ?                | ?                | ?                | ?                | 22+      | 10+    | 1+          | 0+         |
| D. Rocha             | 11       | 12      | 1           | 0          | ?            | ?            | ?            | ?            | ?          | ?          | ?           | ?          | ?                | ?                | ?                | ?                | 11+      | 12+    | 1+          | 0+         |
| D. Salvatori Rinaldi | 2        | 1       | 0           | 0          | ?            | ?            | ?            | ?            | ?          | ?          | ?           | ?          | ?                | ?                | ?                | ?                | 2+       | 1+     | 0+          | 0+         |
| V. Schiavi           | 17       | 3       | 0           | 0          | ?            | ?            | ?            | ?            | ?          | ?          | ?           | ?          | ?                | ?                | ?                | ?                | 17+      | 3+     | 0+          | 0+         |
| C. Sometti           | 3        | 0       | 0           | 0          | ?            | ?            | ?            | ?            | ?          | ?          | ?           | ?          | ?                | ?                | ?                | ?                | 3+       | 0+     | 0+          | 0+         |
| R. Stefanelli        | 3        | 0       | 0           | 0          | ?            | ?            | ?            | ?            | ?          | ?          | ?           | ?          | ?                | ?                | ?                | ?                | 3+       | 0+     | 0+          | 0+         |
| S. Toselli           | 10       | 4       | 0           | 0          | ?            | ?            | ?            | ?            | ?          | ?          | ?           | ?          | ?                | ?                | ?                | ?                | 10+      | 4+     | 0+          | 0+         |
| A. Tuttino           | 15       | 1       | 2           | 0          | ?            | ?            | ?            | ?            | ?          | ?          | ?           | ?          | ?                | ?                | ?                | ?                | 15+      | 1+     | 2+          | 0+         |
| V. Villar            | 9        | 4       | 0           | 0          | ?            | ?            | ?            | ?            | ?          | ?          | ?           | ?          | ?                | 1                | ?                | ?                | 9+       | 5+     | 0+          | 0+         |